# Port-Sainte-Foy-et-Ponchapt
Port-Sainte-Foy-et-Ponchapt é uma comuna francesa na região administrativa da Nova Aquitânia, no departamento Dordonha. Estende-se por uma área de 18,36 km². Em 2010 a comuna tinha 2 534 habitantes (densidade: 138 hab./km²).